# Llista d'abats de Santo Domingo de Silos

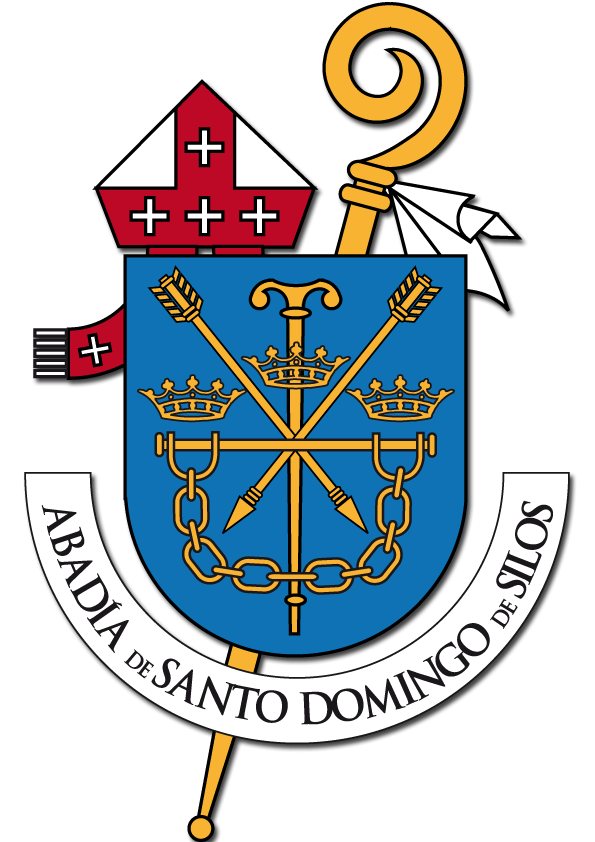
Escut de l'Abadia.

Aquesta és la llista d'abats del monestir de Santo Domingo de Silos, comunitat monàstica del monestir fundada en el segle X amb el nom de "San Sebastián de Silos":
- Gaudencio (929–943)
- Diego (ca. 950)
- Placencio (954)
- Blas (978–979)
- Gelasio (979)
- Muño (1000–1019)
- Nuño de Gete (1019–1040)
- Domènec de Silos (1040–1073), en honor seu el monestir va canviar de nom.
- Fortunio (1073–1100)
- Nuño (1100–1116)
- Juan I (1116–1143)
- Martín I (1143–1158)
- Pedro (1158–1160)
- Pascual (1160–1186)
- Juan Gutiérrez (1186–?)
- Domingo II (1213–1229)
- Martín II (1229–1238)
- Miguel (1238–1242)
- Rodrigo de Guzmán (1242–1276)
- Sancho Pérez de Guzmán (1276–1282)
- Sebastián de Madrigal (1282–1284)
- Juan III (1284–1298)
- Fernando Ibáñez (1298–1324)
- Juan IV (1329–1349)
- Fernando (1350–¿?)
- Pedro de Ariola (1351–¿?)
- Juan V (1366–1401)
- Martin III (1401–1431)
- Juan VI (1431–1455)
- Francisco de Torresandino (1455–1480)
- Pedro de Arroyuela (1480–1490)
- Pedro de Cardeña (1490–1502)
- Francisco González de Curiel (1502–1507)
- Luis de Soto (1507–1510)
- Luis Méndez (1510–1512)
- Martín de Salamanca (15..–1529)
- Manzanos (1530)
- Andrés de Cortázar (1531–1546)
- Bartolomé de Santo Domingo (1546–1553) (1a vegada)
- Gregorio de Santo Domingo (1553–1556) (1a vegada)
- Bartolomé de Santo Domingo (1556–1559) (2a vegada)
- Gregorio de Santo Domingo (1559–1561) (2a vegada)
- José Méndez (1561–1564)
- Diego de Zamora (1565–1568)
- Juan de Bobadilla (1568–1571)
- Jerónimo de Nebreda (1572–1578)
- Alonso de Figueroa (1578–1584)
- Juan de Heredia (1584–1587) (1a vegada)
- Pedro de Guevara (1587–1590)
- Juan de Heredia (1590–1592) (2a vegada)
- Juan de Azpeytia (1592–1595)
- Pedro de la Cueva (1595–1598)
- Alonso de Belorado (1598–1601) (1a vegada)
- Juan de Heredia (1601–1602) (3a vegada)
- Diego de Roa (1602–1604) (1a vegada)
- Alonso de Belorado (1604–1606) (2a vegada)
- Diego de Roa (1606–1607) (2a vegada)
- Rodrigo de Peralta (1607–1610)
- Francisco de Valdivia (1610–1613) (1a vegada)
- Pedro del Monte (1613–1617)
- Benito de la Guerra (1617–1621) (1a vegada)
- Manuel Anglés (1621–1625)
- Francisco de Valdivia (1625–1629) (2a vegada)
- Benito de la Guerra (1629–1631) (2a vegada)
- Placido Fernández (1631–1637) (1a vegada)
- Jerónimo de Nieva (1637)
- Nicolás Meléndez (1637–1641)
- Placido Fernández (1641–1642) (2a vegada)
- Mateo de Rosales (1642–1645)
- Pedro de Liendo (1645–1649)
- Manuel Cortés (1649–1653) (1a vegada)
- Diego del Monte (1653–1657)
- Manuel Cortés (1657–1659) (2a vegada)
- Domingo Gutiérrez del Campo (1659–1665)
- Pedro Ruiz Negrete (1665–1669)
- Bernardo Ordóñez de Vargas (1669–1673) (1a vegada)
- Juan de Villamayor (1673–1677)
- Bernardo Ordóñez de Vargas (1677–1681) (2a vegada)
- Juan de Castro (1681–1685) (1a vegada)
- Melchor de Montoya (1685–1689) (1a vegada)
- Juan de Castro (1689–1693) (2a vegada)
- Juan de Francia (1693–1697)
- Juan de Castro (1697–1701) (3a vegada)
- Isidro de Cabrera (1701–1705)
- Melchor de Montoya (1705–1709) (2a vegada)
- Benito Ramírez de Orozco (1709–1713)
- Juan de Herrera (1713–1720)
- Luis Santos (1720–1722)
- Bernardo de Alegría (1722)
- Sebastián de Vergara (1722–1725)
- Isidoro de Quevedo (1725–1729) (1a vegada)
- Baltasar Díaz (1729–1733) (1a vegada)
- Isidoro Rodríguez (1733–1737) (1a vegada)
- Isidoro de Quevedo (1737–1741) (2a vegada)
- Isidoro Rodríguez (1741–1745) (2a vegada)
- Fulgencio de Ojeda (1745–1749)
- Baltasar Díaz (1749–1753) (2a vegada)
- Domingo de Ibarreta (1753–1757)
- Melchor Izquierdo (1757–1761)
- José de Ceballos (1761–1769) (1a vegada)
- José Almazán (1769–1773)
- Benito Calderón (1773–1777)
- Anselmo Arias Tejeiro (1777–1778)
- Bernardo Gayoso (1778–1781)
- José de Ceballos (1781–1785) (2a vegada)
- Benito Camba (1785–1789)
- Isidoro García (1793–1797) (1a vegada)
- Rodrigo de Arrieta (1797–1798)
- Isidoro García (1798–1801) (2a vegada)
- Plácido Vicente (1801–1805)
- Fernando de Lienzo (1805–1814)
- Domingo Moreno (1814–1817)
- Antonio Calonge (1818–1820)
- Miguel de San Cristóbal (1824–1828)
- Torcuato Carbayeda (1828–1832)
- Rodrigo Moreno Echevarría Briones (1832 - 1835)

El 17 novembre de 1835, per ordre del decret de la desamortització de Mendizábal, el monestir quedà abandonat durant un període de 45 anys. Des de la restauració el 1880 per monjos benedictins de la Congregació de Solesmes, seis han estat els abats del monestir de Santo Domingo de Silos:
- Alphonse Guépin (1880 - 1917)
- Luciano Serrano y Pineda (1917 - 1944)
- Isaac María Toribios Ramos (1944 - 1961)[2]
- Pedro Alonso Alonso (1961 - 1988)[3]
- Clemente Serna González (1988 - 2012)
- Lorenzo Maté Sadornil (2012 - Actual en el càrrec)